# Anticrates haematantha
Anticrates haematantha is een vlinder uit de familie van de Lacturidae. De wetenschappelijke naam van de soort is voor het eerst geldig gepubliceerd in 1924 door Meyrick.